# Gant-Wevelgem 2003
La Gant-Wevelgem 2003 fou la 65a edició de la cursa ciclista Gant-Wevelgem i es va disputar el 9 d'abril de 2003 sobre una distància de 208 km. El vencedor fou l'alemany Andreas Klier (Team Telekom), primer alemany en guanyar aquesta clàssica. Klier formava part d'una escapada de dotze corredors que es va formar a manca de 30 km per l'arribada i es va imposar a l'esprint a l'australià Henk Vogels (Navigators Cycling Team) i al belga Tom Boonen (Quick Step-Davitamon), segon i tercer respectivament.
Durant la cursa Mario Cipollini, vencedor de l'anterior edició, fou expulsat per llençar un bidó a un motorista quan intentava reintegrar-se al gran grup després d'una caiguda.

## Recorregut
En aquesta edició el recorregut parteix de Deinze per dirigir-se fins a Oostende, a la costa belga. D'aquí el recorregut segueix la costa cap a França, fins a De Panne, on gira cap al sud, en paral·lel a la frontera francesa fins a trobar els monts de Flandes, on s'hauran de superar dues vegades les cotes del Monteberg i Kemmelberg. Els darrers 30 quilòmetres són plans fins a Wevelgem.

## Equips participants
En aquesta edició hi prengueren part 20 equips: Domina Vacanze-Elitron, Fassa Bortolo, US Postal, Lotto-Domo, Cofidis, Illes Balears-Banesto, Rabobank ProTeam, Team CSC, Team Gerolsteiner, Quick Step-Davitamon, AG2R, Team Telekom, Landbouwkrediet-Colnago, FDJeux.com, Palmans-Collstrop, Bankgiroloterij, Navigators, Marlux-Wincor Nixdorf, Vlaanderen-T-Interim, Flanders-Iteamnova.

## Classificació final
|    | Cilista                   | Equip                   | Temps      |
| -- | ------------------------- | ----------------------- | ---------- |
| 1  | Andreas Klier (GER)       | Team Telekom            | 4h 29' 00" |
| 2  | Henk Vogels (AUS)         | Navigators Cycling Team | m. t.      |
| 3  | Tom Boonen (BEL)          | Quick Step-Davitamon    | m. t.      |
| 4  | Alberto Ongarato (ITA)    | Domina Vacanze-Elitron  | + 9".      |
| 5  | Servais Knaven (NED)      | Quick Step-Davitamon    | + 18".     |
| 6  | Raivis Belohvoščiks (LAT) | Marlux-Wincor Nixdorf   | + 43"      |
| 7  | Johan Museeuw (BEL)       | Quick Step-Davitamon    | + 1' 07"   |
| 8  | Roger Hammond (GBR)       | Palmans-Collstrop       | + 1' 07"   |
| 9  | Max van Heeswijk (NED)    | US Postal               | + 1' 07"   |
| 10 | Mathew Hayman (AUS)       | Rabobank ProTeam        | + 1' 07"   |